# Carex chiwuana
Espèce
Classification phylogénétique
Carex chiwuana est une espèce des plantes du genre Carex et de la famille des Cyperaceae.